# Drosophila punctatipennis
Drosophila punctatipennis är en tvåvingeart som beskrevs av Tscas och David 1975. Drosophila punctatipennis ingår i släktet Drosophila och familjen daggflugor.
Artens utbredningsområde är Réunion.